# Comuna Șpîli, Ivankiv
Șpîli (în ucraineană Шпилі) este o comună în raionul Ivankiv, regiunea Kiev, Ucraina, formată din satele Bilîi Bereh, Rokîtna Sloboda, Șpîli (reședința), Voropaiivka și Zîmovîșce.

## Demografie
Componența lingvistică a comunei Șpîli
     Ucraineană (97,59%)
     Rusă (2,15%)
     Alte limbi (0,2%)
Conform recensământului din 2001, majoritatea populației comunei Șpîli era vorbitoare de ucraineană (97,59%), existând în minoritate și vorbitori de rusă (2,15%).